# Aeroportul Chevak
Aeroportul Chevak (IATA: VAK, ICAO: PAVA, FAA LID: VAK) este un aeroport din Alaska, Statele Unite ale Americii. Aeroportul a fost tranzitat în 2019 de 11.970 de pasageri.
Situat la o altitudine de 23 m, aeroportul dispune de 1 pistă. Este operat de Alaska Department of Transportation & Public Facilities⁠(d).

## Infrastructură

### Piste
Aeroportul dispune de o singură pistă. Pista 02/20 are suprafața de pietriș și dimensiunile 3.220 picioare × 75 picioare. 